# Гоща-РІТТЕР
Футбольний клуб «Гоща-РІТТЕР» — український аматорський футбольний клуб із смт Гоща Рівненської області, заснований у 2007 році. Виступає у Чемпіонаті та Кубку Рівненської області. Домашні матчі приймає на стадіоні ДЮСШ.

## Досягнення
- Чемпіонат Рівненської області
  - Бронзовий призер: 2012, 2013, 2014.